# DBP (gen)
En humanos, el gen DBP codifica a la «proteína de unión al promotor del sitio D de la albumina», también llamada DBP por sus siglas en inglés. La proteína DBP es miembro de la familia de factores de transcripción PAR bZIP, por sus siglas en inglés, Proline and Acidic amino acid-Rich basic leucine ZIPper. DBP se une a secuencias específicas de los promotores de varios genes, como el gen de la albúmina, CYP2A4, y CYP2A5.